# 大突厥主义伊斯兰党
大突厥主义伊斯兰党是1950年在中华人民共和国新疆省成立的一个倾向新疆独立的组织。

## 背景
1949年9月26日，中华民国新疆省当局通电投降中国共产党，11月20日，中国人民解放军第一野战军之王震一兵团二、六军到达迪化，与三区民族军会师，12月，成立新疆省人民政府和新疆军区。伊犁的独立分子企图与新政府对抗，着手组织分裂组织。

## 活动
阿不都拉大毛拉在伊犁秘密建立大突厥主义伊斯兰党，并派人到迪化（今乌鲁木齐）、喀什、阿山（今阿勒泰）成立分支机构，宣传泛伊斯兰主义、泛突厥主义，到1950年上半年，已发展到8个小组共计1500人，他们积极策划暴乱，散布独立的谣言、标语及传单，试图建立东突厥斯坦共和国。伊犁组负责人热合曼诺夫(伊犁城防营排长)，密谋7月26日组织城防营100多人叛乱，被当地驻军得知，借调防时收缴了企图叛变部队的枪支，逮捕了骨干巴克也夫等8人。8月17日，解放军在克西拉克塔米村地下室逮捕热合曼诺夫。热合曼诺夫手下349人，被逮捕114人，处决54人。8月18日，昭苏县驻军人员伊德利斯·奴尔派斯串通区、乡长及第五军驻昭苏的基层军官共36人叛乱。8月19日，叛军进攻夏特区驻军，烧毁军区合作社，计划攻占昭苏、特克斯和伊宁，但被解放军击败，叛军逃匿后相继被擒，12月26日伊德利斯·奴尔派斯被捕获。此次共逮捕47人，处决29人。
1951年10月28日，马力克阿吉自任“总指挥”，纠集110人，裹胁200余名群众发动暴乱，被当地驻军击溃。1952年1月8日，马力克阿吉等18人在拜城县被俘，此次共143人，处决98人。1952年2月2日，在巩留县对暴乱分子举行公判。大突厥主义伊斯兰党基本瓦解。